# Тит Секстий Корнелий Африкан
Тит Секстий Корнелий Африкан (лат. Titus Sextius Cornelius Africanus) — римский политический деятель начала II века.
Его отцом был консул 94 года Тит Секстий Магий Латеран. В 112 году Африкан занимал должность ординарного консула вместе с императором Траяном. Его сыном был консул 154 года Тит Секстий Латеран.